# Phil Leeds
Phil Leeds (New York, 6 april 1916 - Los Angeles, 16 augustus 1998) was een Amerikaans acteur.
Leeds begon zijn carrière als stand-upcomedian. Later ging hij ook acteren. Vanaf de jaren 60 verscheen hij regelmatig als gastacteur in series waaronder The Dick Van Dyke Show en Maude, en later ook nog in The Golden Girls, Friends, Ellen, Matlock, Mad About You en Roseanne. Van tijd tot tijd had hij ook filmrollen.
Een van zijn laatste rollen was die van rechter Happy Boyle in de advocatenserie Ally McBeal waarin hij vijf afleveringen meespeelde in de eerste twee seizoenen. Leeds overleed in 1998 op 82-jarige leeftijd ten gevolge van een longontsteking. Bij de eerste aflevering van het tweede seizoen van Ally McBeal verscheen er een in memoriam aan het begin van de aflevering. In de zevende aflevering ging zijn personage ook dood en kwamen er nog enkele beelden uit de vorige afleveringen aan bod. Hoewel hij een nevenpersonage was kreeg hij de hele aflevering de aandacht.